# Quercus macranthera
Quercus macranthera (Roure del Caucas o Roure de Pèrsia) és un tipus de roure caducifoli que pertany a la família de les fagàcies. Està dins de la secció Mesobalanus del gènere Quercus.

## Descripció
Quercus macranthera és un arbre caducifoli de ràpid creixement. Pot créixer fins als 25-30 m i amb una capçada estesa. L'escorça és de color porpra grisa i escamosa gruixuda. Les branques són de color marró ataronjat tomentós, gruixudes, convertint en glabres; brot oferta 1 a 1,5 cm de llarg, de color marró fosc vermell i peludes a la punta. Les fulles fan 10-20 per 7-13 cm, obovades lanceolades a ovades. L'àpex és punxegut, base cuneada, dures, coriàcies, marge de 8 a 12 parells de lòbuls poc profunds. Els lòbuls són més petits a prop de l'àpex, de color gris verd per sobre, gris tomentós per sota. El pecíol pubescent 1-2 cm de llarg. Les flors masculines són aments pubescents, d'entre 5 a 8 cm de llarg. Les glans fan 2,5 cm de llarg, ovoides, sèssils o gairebé tancats, amb una cúpula que ocupa la meitat de la gla, amb petites escates peludes, lanceolades. Les glans maduren al cap d'1 any.

## Hàbitat
És originari de l'Àsia occidental (nord de l'Iran, Turquia, i en el Caucas a Armènia i Azerbaidjan) que de forma ocasional se cultiva com un arbre ornamental a Europa que pot arribar a fer fins als 30 metres d'alt. Creix en hàbitats de qualsevol tipus de sòls, fins i tot els calcaris, però prefereix llocs secs.